# Municipio de Rainbow (Dakota del Sur)
El municipio de Rainbow (en inglés: Rainbow Township) es un municipio ubicado en el condado de Perkins en el estado estadounidense de Dakota del Sur. En el año 2010 tenía una población de 42 habitantes y una densidad poblacional de 0,45 personas por km².

## Geografía
El municipio de Rainbow se encuentra ubicado en las coordenadas 45°31′25″N 102°24′22″O / 45.52361, -102.40611. Según la Oficina del Censo de los Estados Unidos, el municipio tiene una superficie total de 92.95 km², de la cual 91,52 km² corresponden a tierra firme y (1,55 %) 1,44 km² es agua.

## Demografía
Según el censo de 2010, había 42 personas residiendo en el municipio de Rainbow. La densidad de población era de 0,45 hab./km². De los 42 habitantes, el municipio de Rainbow estaba compuesto por el 100 % blancos. Del total de la población el 0 % eran hispanos o latinos de cualquier raza.